# Moment of Glory
Moment of Glory es un álbum de estudio de la banda alemana de hard rock y heavy metal Scorpions y la Orquesta Filarmónica de Berlín, publicado en 2000 por EMI Classics. En 1995, la orquesta escogió a Scorpions para realizar un crossover que unificara la música clásica con la popular. Después de considerar al británico Andrew Powell y luego al estadounidense Michael Kamen, al final el austríaco Christian Kolonovits asumió el cargo de director de orquesta y arreglista. En 1998, el canciller de Alemania y amigo de Klaus Meine, Gerhard Schröder, supo de la colaboración y le propuso al grupo que formara parte de la EXPO 2000 que se iba a realizar ese año en Hannover, ciudad natal de Scorpions. Después de conversarlo con la filarmónica, acordaron presentar el proyecto en esa exposición universal.
La orquesta exigió trabajar con los mayores éxitos de la banda y que no hubiese una jerarquía desigual entre ellos. Por esa razón, Kolonovits arregló varias canciones y afinó algunos instrumentos en escalas poco usuales para la música clásica, con el fin de no excluir a ningún concertista. Se estima que treinta canciones fueron arregladas, pero solo un tercio figuró en la producción discográfica. La grabación comenzó en enero de 2000 en el Tonstudio Robert Hefner en Ebreichsdorf (Austria) y se llevó a cabo por fragmentos. En ese mes, Scorpions y Kolonovits registraron la parte de la banda, mientras que la filarmónica lo hizo en marzo en el estudio NLG de Köpenick en Berlín. Para determinados títulos, contaron con algunos invitados especiales como Zucchero, Ray Wilson y Lyn Liechty. Una vez que ambas sesiones estuvieron listas, llevaron las cintas a los estudios MG Sound de Viena para unificarlas por medio de la herramienta Pro Tools. La producción quedó a cargo de Scorpions y Kolonovits, quienes tardaron cerca de doce semanas en terminar todo el proceso.
El 19 de junio de 2000, Moment of Glory salió a la venta en formato disco compacto y dos días después se realizó un ensayo general, pero ante la gran expectativa popular, terminó siendo un concierto con entradas agotadas. La presentación oficial aconteció el 22 de junio en el recinto Preussag Arena de Hannover, ante un público integrado mayormente por gente invitada por la organización de la EXPO 2000, prensa escrita y audiovisual, visitantes de la exposición y autoridades públicas y políticas, como el canciller Gerhard Schröder y su esposa. En total, 20 000 personas presenciaron el espectáculo en directo, mientras que dos millones lo vieron a través del canal de televisión ZDF, con una hora de retraso. Cabe señalar que el concierto fue grabado en video y salió al mercado en diciembre del mismo año en los formatos DVD y VHS.
La colaboración en sí recibió una variedad de críticas, provenientes mayormente de los conocedores de la música clásica. El principal cuestionamiento tuvo relación con la elección de Scorpions, debido a sus históricas controversias inmorales por la letra de algunas de sus canciones y las polémicas portadas de sus discos, que trataban temas abiertamente sexuales. El mánager Elmar Weingarten y los directores de orquesta Claudio Abbado y Simon Rattle fueron algunas de las autoridades que se opusieron al proyecto. De hecho, los dos primeros renunciaron al poco tiempo y señalaron que sus decisiones tuvieron que ver con este cruce musical. Con respecto a la producción discográfica, recibió reseñas mixtas por parte de la prensa especializada; algunos críticos destacaron los arreglos sinfónicos y la labor conjunta de ambas agrupaciones, mientras que otros expresaron lo contrario.
Gracias a los pedidos anticipados, el álbum debutó en el tercer lugar del Media Control Charts de Alemania y en 2000 la Bundesverband Musikindustrie (BMVI) lo certificó con un disco de oro, luego de superar las 150 000 copias vendidas. Asimismo, ingresó en las listas musicales de otros países europeos; por ejemplo, logró el primer lugar en Portugal y el tercero en Grecia, en los cuales además logró disco de platino y oro, respectivamente. Para promocionarlo, se publicaron tres sencillos —«Moment of Glory», «Here in My Heart» y «Hurricane 2000»— que, si bien ingresaron en algunos recuentos musicales, en general tuvieron una pobre recepción en los mercados. Por su parte, durante el año 2000, Scorpions realizó la gira de conciertos Moment of Glory Tour.

## Antecedentes

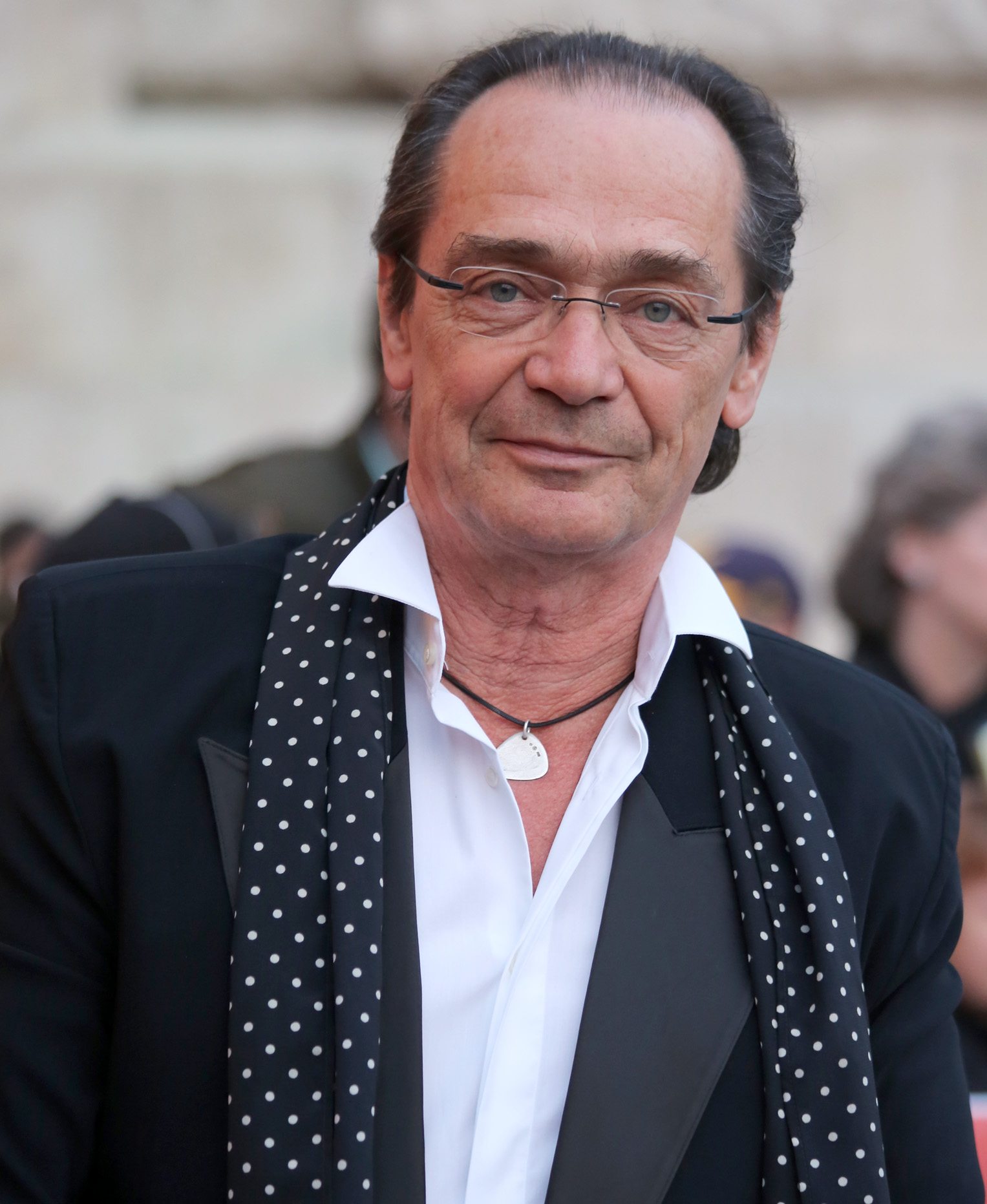
Luego de la disconformidad con los arreglos de Andrew Powell y tras la salida de Michael Kamen, los arreglos y la conducción quedó a cargo de Christian Kolonovits. En la imagen, el austríaco en 2013

En 1995, la Orquesta Filarmónica de Berlín inició la búsqueda de un artista para cocrear un proyecto que unificara la música clásica con la música popular, pero con la intención además de no quedar relegada a ser una mera banda de acompañamiento. Aunque consideró a Liza Minnelli, Paul McCartney y The Rolling Stones, la filarmónica escogió a Scorpions, porque quería un artista alemán con trayectoria internacional. Hasta entonces, la banda alemana había incursionado en la música de orquesta únicamente en la power ballad «Lady Starlight» del álbum Animal Magnetism (1980), ya que esta poseía una sección de cuerdas y una de vientos. El violinista Peter Brem, en representación de los concertistas, se encargó de reunir a algunos de ellos con el guitarrista Rudolf Schenker y el vocalista Klaus Meine. Después de plantearles la idea, esa misma noche se confirmó la colaboración. Meine comentó que les sorprendió que una de las orquestas más importantes del mundo los considerara a ellos por sobre artistas que ya tenían trayectoria con ese tipo de música, como Pink Floyd. Más tarde, llegaron a un acuerdo con EMI Classics, el departamento de EMI Records dedicado a la música clásica, que priorizó la colaboración.
En primera instancia, consideraron al inglés Andrew Powell para que asumiera el cargo de director de orquesta y arreglista, ya que tomaron en cuenta su trayectoria con las orquestas filarmónica y sinfónica de Londres, y su trabajo con artistas como The Alan Parsons Project y David Gilmour. En la primera reunión ocurrida en la Iglesia de Jesucristo de Dahlem (Berlín), Schenker, Meine y el representante de la banda, Peter Amend, no quedaron conformes con los arreglos, porque pensaron que eran meros acompañamientos. Sin embargo, los consideraron como una especie de experimento piloto. Por ello, decidieron prescindir de Powell y buscaron a algún director que tuviera conocimientos del crossover y optaron por el estadounidense Michael Kamen. Schenker, Meine y Matthias Jabs se reunieron con él primero en Los Ángeles y luego en su casa en Italia, presumiblemente en la primavera boreal de 1997. La colaboración entre la banda y la filarmónica llegó a los oídos de Gerhard Schröder, por entonces ministro-presidente de Baja Sajonia y amigo de Meine. Una vez que asumió como canciller de Alemania en 1998, envió al jefe de programa de cultura y eventos Tom Stromberg para proponerle a Amend que la banda fuese parte de la EXPO 2000 que se iba a llevar a cabo en el año 2000 en Hannover, ciudad natal de Scorpions. Después de consultarle a la filarmónica, decidieron presentar la colaboración en la exposición; a pesar de aquello, Meine aseguró que uno hubo intenciones ni presión política detrás del proyecto.
Aunque iba bien encaminado, Kamen abandonó el proyecto sin explicación alguna. Al poco tiempo, él participó en una colaboración similar desarrollada por Metallica y la Orquesta Sinfónica de San Francisco, cuyo resultado fue el álbum S&M de 1999. Ante esta renuncia injustificada, Amend sugirió al austríaco Christian Kolonovits. Además de arreglista, compositor y productor, Kolonovits era un fanático de la música popular y uno de sus artistas favoritos era precisamente Scorpions. Previo a iniciar los preparativos del álbum, Scorpions participó de un concierto conmemorativo para celebrar el décimo aniversario de la caída del Muro de Berlín, celebrado el 9 de noviembre de 1999 frente a la Puerta de Brandeburgo de Berlín. En aquella ocasión interpretaron una versión orquestal de «Wind of Change» junto con 166 violoncelistas, cuyos arreglos los realizó Kolonovits. La dirección en vivo quedó a cargo del ruso Mstislav Rostropóvich y esta era, por cierto, la primera vez que actuaba en un mismo escenario con una banda de rock. Tras ello, en diciembre de 1999 comenzaron los primeros trámites, como buscar el financiamiento y el personal. La filarmónica sugirió trabajar con los mayores éxitos de la banda y exigió que no hubiese una «jerarquía desigual» entre las partes. Schenker y Jabs asumieron la organización del proyecto, la cual era compleja, particularmente con el manejo del tiempo.

## Grabación

### Primer intento con Andrew Powell
En una sección de preguntas y respuestas en su sitio web oficial, Andrew Powell relató parte del proyecto mientras aún estaba en él. El británico comentó que primero le ofrecieron la colaboración a East West Records, porque en 1995 Scorpions era parte de su catálogo, pero no le interesó. Por ese motivo llegaron a EMI Classics. Después de que el sello lo contactó, Powell realizó los arreglos de varias canciones. «Wind of Change», «Send Me an Angel», «Still Loving You», «Lovedrive», «Is There Anybody There?» y «Crossfire» fueron algunas de las pistas que alcanzó a grabar con la filarmónica en Berlín. Por su parte, realizó algunos overdubbings con Scorpions en los Scorpio Sound Studios, propiedad de la banda. Por cierto, al grupo no se le permitió tocar en las sesiones con la filarmónica ni grabar su parte antes de las pistas orquestales, por lo que Powell tuvo que realizar las maquetas que le correspondían a Scorpions en su estudio. Algunos títulos los mezclaron en los Abbey Road Studios en Londres.
En el entretanto, East West cambió de parecer luego del éxito que tuvo la canción «Time to Say Goodbye» (1996), una versión de «Con te partirò» cantada por Sarah Brightman y Andrea Bocelli, lo que generó una disputa con EMI. A modo de tener un respaldo en caso de que East West asumiera el proyecto, EMI le pidió al compositor que hiciera, junto con la filarmónica, una versión clásica de «Music» de John Miles. Con Miles incluido, su grabación se realizó en Berlín, mientras que la sección rítmica se hizo en Londres. Toda esta etapa le costó mucho dinero a EMI, principalmente porque la filarmónica cobraba demasiado. Tras su salida del crossover, Powell señaló que muchas pistas fueron terminadas, incluida la de Miles. Aunque no sabía qué pasó con ellas, sugirió que deben estar guardadas en alguna bóveda de los sucesores de EMI.

### Grabación oficial

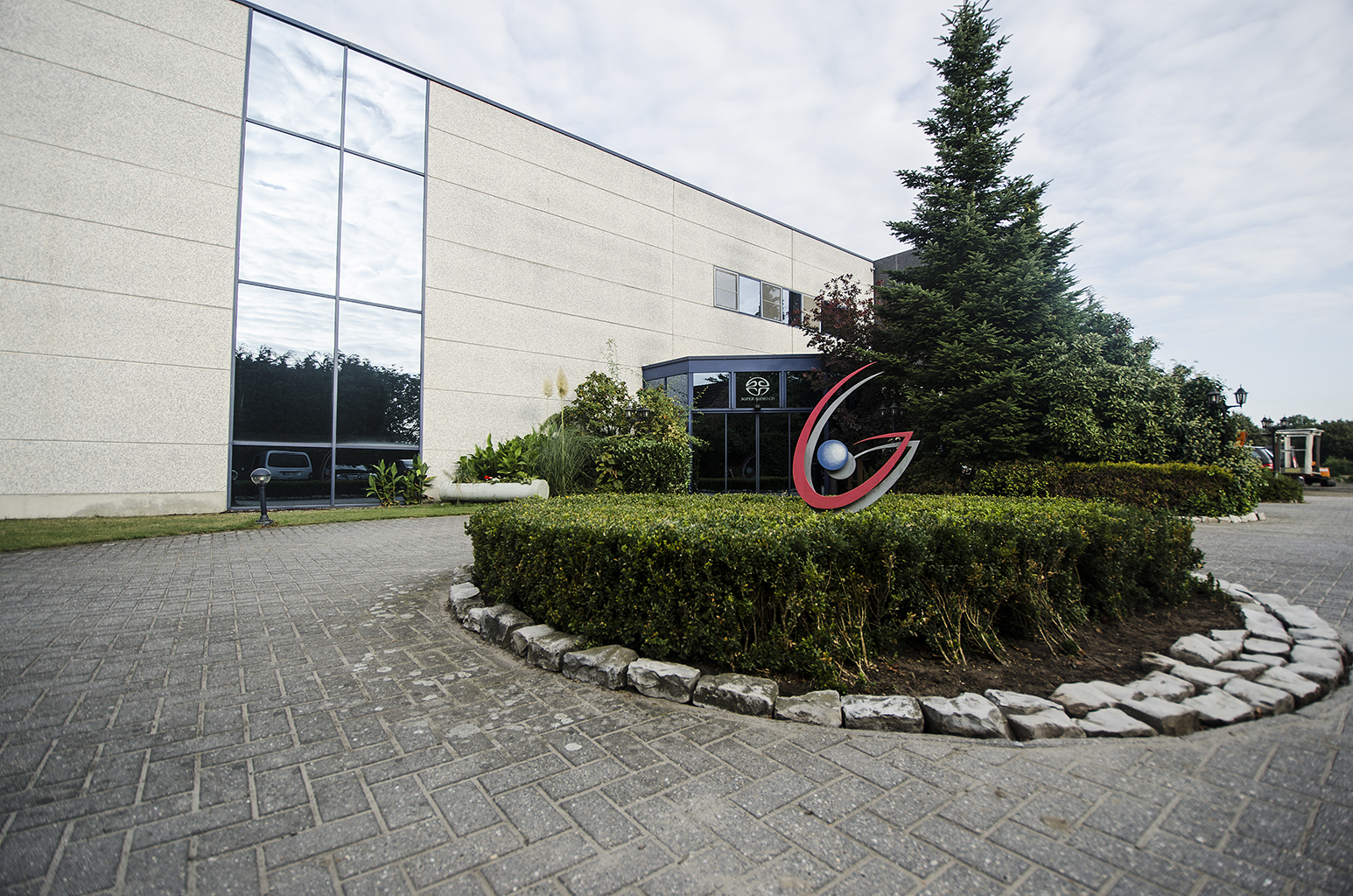
La mezcla se realizó en los Galaxy Studios de Mol (Bélgica)

La grabación oficial comenzó el 8 de enero de 2000 en el Tonstudio Robert Hefner en Ebreichsdorf (Austria), porque Kolonovits y su equipo residían en ese país. Para apurar las cosas, trabajaron en salas contiguas; mientras Kolonovits escribía las partituras y el programador Stefan Schrupp las transcribía a un MIDI, los músicos de Scorpions registraban sus partes instrumentales en una grabadora Otari MTR-100 de 24 pistas, junto con el ingeniero de sonido Jörg Steifand. A medida que el austríaco terminaba las partituras, las convertían en samples que servían de guía para la banda al momento de grabar. Este método tuvo una relevancia importante, porque les permitía saber en qué momento debían intervenir las guitarras eléctricas, sin tener que contar con la presencia de la filarmónica en el estudio. Schenker y Jabs tuvieron 90 guitarras a su disposición —tanto eléctricas como acústicas y de seis y doce cuerdas— principalmente de las marcas Gibson y Fender. Además, trataron de que la grabación fuese lo más «orgánica» posible, puesto que no querían recurrir a los overdubbings. Como el bajista Ralph Rieckermann y el baterista James Kottak vivían en Los Ángeles, llegaron una semana después a Viena. Sin embargo, Ken Taylor interpretó el bajo, a quien le enviaron las cintas a su casa en Los Ángeles para que le sirviera de guía. Cabe indicar que tanto Taylor como Kottak recibieron créditos como músicos invitados en el folleto de notas del disco compacto.
El 14 de marzo de 2000, comenzó la grabación de la filarmónica, la que se llevó a cabo en el estudio NLG de Köpenick en Berlín debido al gran tamaño de la sección de cuerdas. Antiguamente, había funcionado como una sala de radiodifusión en el período de la República Democrática Alemana y era conocida por su gigante cúpula de cobre, que retiraron debido a la insonorización que producía. Por primera vez en su historia, la filarmónica trabajó como lo hacían las bandas de rock, utilizando auriculares, por ejemplo. El proceso tardó dos días y utilizaron 41 micrófonos que ubicaron alrededor de la orquesta. Antes de grabar, la filarmónica ensayaba cada canción por alrededor de una hora.
Una vez que ambas partes estuvieron listas, llevaron las cintas a los estudios MG Sound de Viena para unificarlas por medio de la herramienta Pro Tools, y las transfirieron en una grabadora de 48 pistas en una frecuencia de 443 Hz. Los datos fueron guardados en un disco duro de 36 GB. Para aprovechar al máximo los instrumentos, las cintas se registraron con un sonido envolvente 5.1, así que para la mezcla tenían que conseguir un estudio que supiera trabajar con esa tecnología. La elección recayó en los Galaxy Studios de Mol (Bélgica), porque su ingeniero de sonido, Ronald Prent, era uno de los más experimentados de Europa en el uso de ese sistema de audio. Producido por Scorpions y Christian Kolonovits, el desarrollo de Moment of Glory les tomó cerca de doce semanas: primero en enero y luego entre marzo y abril de 2000.

## Composición
Kolonovits arregló todas las canciones, labor que le resultó difícil al principio porque tenía que tomar los ritmos y tempos del rock y mezclarlos con los instrumentos de la música clásica. Durante esa transformación, el compositor trabajó directamente con Schenker y Jabs, para darle una mayor libertad a las versiones. De acuerdo con el musicólogo Michael Custodis, autor del libro Klassische Musik heute: Eine Spurensuche in der Rockmusik, en total treinta canciones fueron arregladas. Con el fin de no excluir ningún instrumento de la filarmónica, algunos de ellos fueron afinados en escalas poco habituales para ese tipo de música, por ejemplo el timbal de concierto lo entonaron en quinta. Para lograr un tempo adecuado, usaron un click track —una especie de metrónomo grabado en cinta— buscando que ambas agrupaciones tuvieran un ritmo en común.
Sumando la edición disco compacto y DVD, en total fueron publicadas once versiones arregladas, dos pistas escritas exclusivamente para el proyecto y realizaron un cover. El álbum inicia con «Hurricane 2000», la versión orquestal de «Rock You Like a Hurricane» del disco Love at First Sting (1984). El crítico Martin Popoff comentó que fue «locamente arreglada y orquestada», iniciando como una pista clásica para luego integrarse la banda en una «preciosa mezcla». Esta fue una de las canciones que más arreglos tuvo, inclusive modificaron su característico riff de guitarra. «Moment of Glory» la escribió Meine especialmente para esta colaboración y los organizadores de la exposición la escogieron como el himno oficial de la EXPO 2000. Con un «arreglo ambicioso y crujiente de vida» según Popoff, esta contó con la participación especial del coro de niños Gumpoldtskirchener Spatzen de Viena y de los coristas masculinos Vince Pirillo, Kai Petersen y Michael Perfler. Para «Send Me an Angel» de Crazy World (1990), la banda invitó a Zucchero con el fin de que la cantara junto con Meine. Él viajó a Italia con una grabadora de 24 pistas para que Zucchero registrara su parte vocal, la que realizó en los Umbi Studios, ubicado entre Bolonia y Venecia. Al día siguiente Meine volvió a Viena con la cinta y la voz del italiano la transfirieron con Pro Tools.
«Crossfire», del disco Love at First Sting (1984), la versionaron en formato instrumental y como prólogo, la filarmónica interpretó «Noches de Moscú» del compositor ruso Vasili Soloviov-Sedoi. «Deadly Sting Suite» es un «dos por uno» también instrumental, puesto que en la primera parte figura «He's a Woman She's a Man», de Taken by Force (1977), y luego «Dynamite», de Blackout (1982). En su análisis, Popoff señaló que en esas pistas quedó en evidencia de que «esto fue música clásica fusionada con rock que fue mucho más allá de la norma, con una tonelada de composición al servicio de una experiencia enorme y épica». También realizaron un cover de «Here in My Heart» de la cantante estadounidense Tiffany, incluida en su tercer álbum de estudio New Inside (1990). Escrita por Diane Warren, Kolonovits le hizo 127 modificaciones. Meine la interpretó a dúo con la estadounidense Lyn Liechty, conocida en Europa por ser actriz de musicales.
Para «Lady Starlight», del álbum Animal Magnetism (1980), invitaron al maestro alemán Guenther Becker a fin de que interpretara el sitar. Por su parte, para «Big City Nights», Meine y Schenker convocaron al cantante Ray Wilson, a quien conocieron cuando su banda los teloneó. Para entonces, estaba devastado por su abrupto despido de Genesis y la invitación de Scorpions lo motivó a retomar su carrera, ya que afirmó: «Después de cantar con ellos y pasar un poco de tiempo con los chicos, me dio un nuevo impulso para empezar de nuevo». Las demás canciones arregladas que aparecieron en el disco compacto fueron «Wind of Change», de Crazy World (1990), y «Still Loving You», de Love at First Sting (1984), mientras que en el formato audiovisual figuraron también «You and I», de Pure Instinct (1996), «We'll Burn the Sky», de Taken by Force (1977), y la otra pista nueva «We Don't Own the World», escrita por Schenker y Meine.

## Presentación

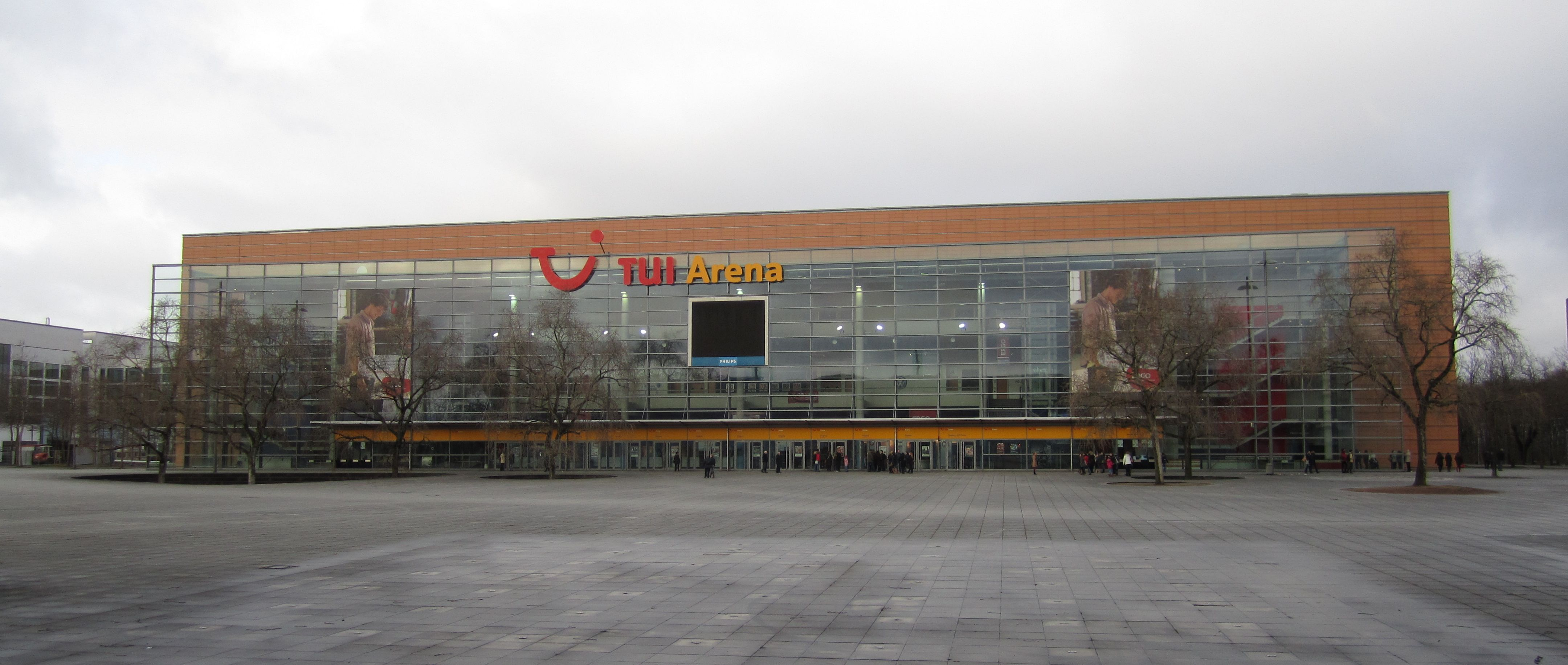
La presentación oficial del proyecto se realizó en el Preussag Arena de Hannover, conocido posteriormente como TUI Arena y más tarde ZAG-Arena

El 21 de junio de 2000, la filarmónica, Scorpions y Kolonovits se reunieron en el Preussag Arena de Hannover para realizar un ensayo general, pero ante la gran expectativa popular, terminó siendo un concierto con entradas agotadas. Durante la prueba, uno de los grandes esfuerzos técnicos fue que el sonido de los concertistas —dirigidos por Kolonovits— tuviese el mismo volumen que el quinteto de rock. Además, también examinaron el dinamismo sobre el escenario, pero tanto Meine como Brem quedaron conformes con la actuación conjunta de las agrupaciones. Confirmada su presencia en la EXPO 2000, el concierto oficial aconteció el 22 de junio de 2000 en el mismo recinto, ante un aforo completo. Un total de 20 000 personas presenciaron en vivo el espectáculo.
Lyn Liechty, Ray Wilson, Zucchero y el coro de niños Gumpoldtskirchener Spatzen participaron del espectáculo principal en sus respectivas colaboraciones. Sin embargo, adicionalmente Zucchero y la filarmónica interpretaron Va, pensiero de Giuseppe Verdi. De acuerdo con Custodis, para el concierto del 22 de junio, ninguna de las agrupaciones contó con su público habitual puesto que mayoritariamente estaba integrado por gente invitada por la organización, prensa escrita y audiovisual, visitantes de la exposición y autoridades públicas y políticas, como el canciller Gerhard Schröder y su esposa. Por otro lado, el canal de televisión alemán ZDF retransmitió el concierto con una hora de diferencia y lo vio dos millones de personas.

## Lanzamiento
El formato disco compacto de Moment of Glory salió a la venta el 19 de junio de 2000 a través de EMI Classics en la gran mayoría de los mercados, tan solo tres días antes de su presentación oficial en la EXPO 2000. Por su parte, en determinados países se editó en agosto, por ejemplo, el sello lo publicó el 29 de agosto en los Estados Unidos. Esta edición contó con diez canciones: ocho pistas arregladas, «Moment of Glory» y el cover de «Here in My Heart». No obstante, hubo una edición que incluyó una versión radial de «Hurricane 2000» como pista adicional. Asimismo, EMI sacó una edición limitada que incluía un CD-ROM interactivo y contenía un corto documental sobre su realización, fotografías y breves biografías de la filarmónica, Scorpions y los artistas invitados. Por su parte, el formato audiovisual se editó el 5 de diciembre de 2000 por medio de Eagle Vision, tanto en VHS como en DVD. Se diferenció del disco compacto porque no incluía a «Send Me an Angel», pero sí a «You and I», «We'll Burn the Sky», «We Don't Own the World» y una segunda interpretación de «Moment of Glory» como encore. Con subtítulos en los idiomas alemán, español, francés, inglés e italiano, incluía además los videoclips de «Hurricane 2000», «Moment of Glory» y «Here in My Heart» como material extra. Años más tarde, en 2013, el formato audiovisual se remasterizó en blu ray.

## Promoción

### Sencillos
Para promocionar el álbum se lanzaron tres sencillos: «Moment of Glory», «Here in My Heart» y «Hurricane 2000». El mismo día de la publicación del álbum, el sencillo «Moment of Glory» ingresó en la lista alemana Media Control Charts en el puesto 72 y a la quinta semana logró como máxima posición la casilla 67. De acuerdo con la página web oficial de la banda, los otros dos salieron a la venta el 8 de agosto de 2000. El 16 de septiembre de 2000, «Here in My Heart» logró la posición 91 en el UK Singles Chart del Reino Unido, mientras que el 23 de septiembre de 2000 «Hurricane 2000» alcanzó la 16 en el Heritage Rock de la revista Billboard de los Estados Unidos. Por su parte, como EMI Classics lo nombró su prioridad, realizó una importante campaña publicitaria en la prensa escrita, televisión y radio.

### Gira de conciertos
Aunque la colaboración inicialmente incluía solo la presentación en la EXPO 2000, en el año 2000 la banda realizó la gira de conciertos Moment of Glory Tour, la que inició el 16 de junio en Finsterwalde (Alemania). En muchas de sus presentaciones, Scorpions dio su tradicional espectáculo de hard rock y heavy metal, y en casos muy puntuales realizó conciertos sinfónicos. Uno de los más bullados fue el del 26 de agosto en Cracovia (Polonia), ya que tocó ante 750 000 personas. En junio, la revista Billboard informó que existían planes de llevar el evento sinfónico a algunos países asiáticos en octubre, como a Corea del Sur y Japón; inclusive indicó que habían negociaciones de replicarlo en Kuala Lumpur junto con la Orquesta Sinfónica de Malasia. Después de algunas presentaciones por los Estados Unidos, según la página web oficial de la banda, la gira terminó el 20 de enero de 2001 en Zúrich (Suiza).

## Recepción

### Críticas al proyecto

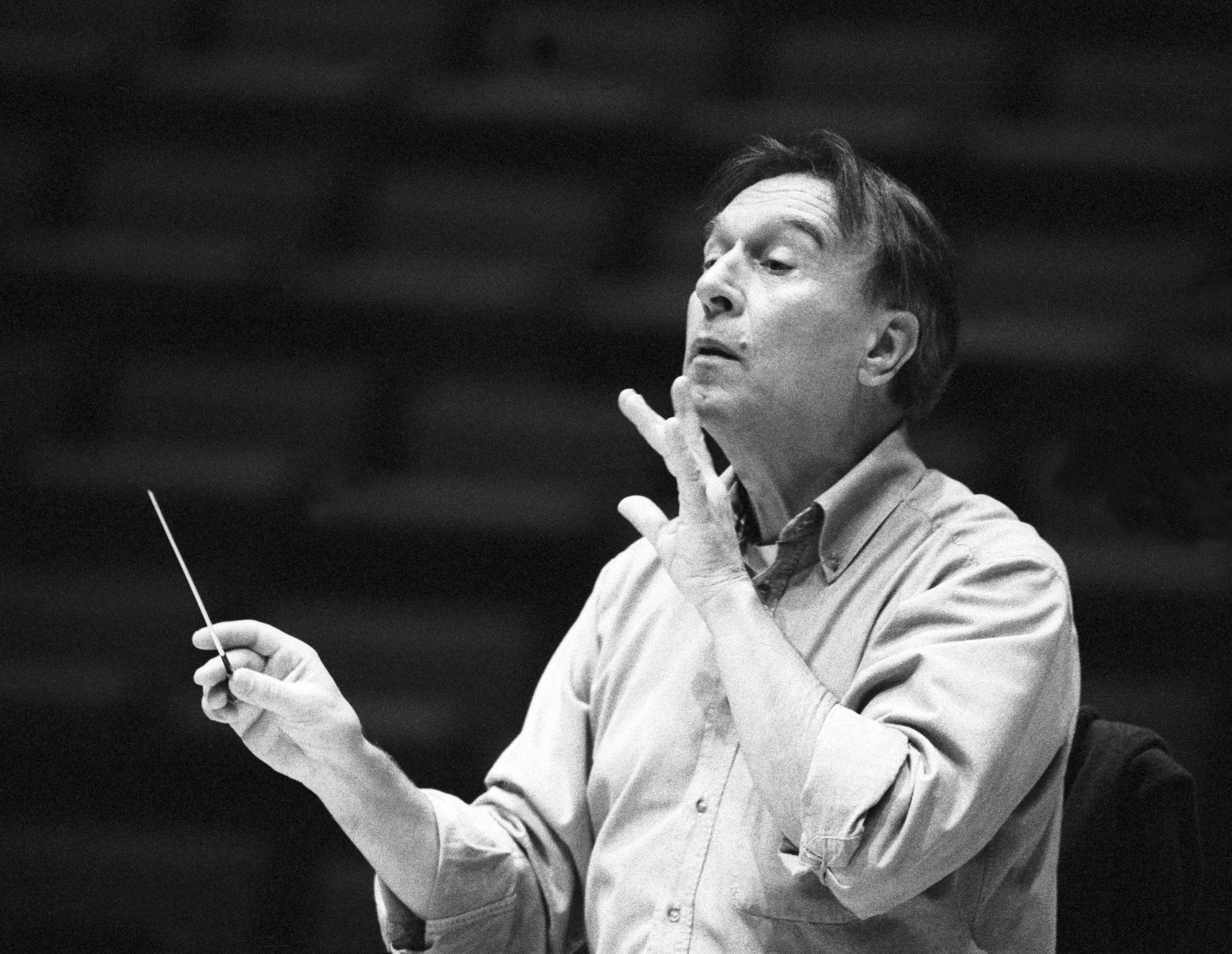
El italiano Claudio Abbado, director de la filarmónica entre 1989 y 2002, fue uno de los críticos al proyecto

El primer crossover de la filarmónica recibió una variedad de críticas, que abarcó diferentes aspectos. De acuerdo con el publicista de Scorpions, Chris Rolan, la primera oposición provino de los ejecutivos de la filarmónica. Uno de ellos fue el director italiano Claudio Abbado, ya que afirmó: «Uno debe hacer todas las cosas con buen gusto, pero encuentro que los Scorpions hacen todo con un pésimo gusto». Esto se debía a que gran parte de las canciones de la banda trataban temas abiertamente sexuales, en especial «Rock You Like a Hurricane», como también a sus polémicas portadas como la de Lovedrive de 1979. Abbado renunció a la dirección de lo orquesta después de la temporada 2001-2002 y señaló que su salida estuvo relacionada con este cruce musical. El mánager de la filarmónica, Elmar Weingarten, juzgó la iniciativa como un «signo de decadencia», pero su crítica estaba orientada a lo musical más que a lo moral: «No es lo que creo que debería hacer esta orquesta cuando hacen crossover». Además, aseguró que, cuando se confirmó la presentación en la EXPO 2000, el Consejo Federal lo obligó a organizar el concierto contra su voluntad. Si bien lo hizo, este intervencionismo contribuyó en su decisión de renunciar. Asimismo, el inglés Simon Rattle, quien le siguió a Abbado en el cargo, consideró la colaboración «una idea horrible».
Otras críticas apuntaron al sello EMI Classics, por dar preferencia a un crossover. Peter Alward, ejecutivo artists and repertoire de la discográfica, señaló que no buscaban sustituir su enfoque por la música clásica por este tipo de colaboraciones, sino que trataban de explorar nuevas direcciones, e indicó que: «A todos aquellos que no le gusta el disco de Scorpions, tengo el nuevo 10 de Mahler con Rattle y Berlín [la filarmónica], así como el Gurrelieder de Arnold Schönberg». También hubo reproches sobre que la filarmónica «se había vendido» y que se publicó en el peor momento de popularidad de Scorpions, después del fracaso comercial de Eye II Eye de 1999. A su vez, hubo juzgamientos contra los organizadores de la exposición —que esperaba reunir a autoridades de más de 170 países— por prestar el nombre de la EXPO 2000 en un proyecto, cuya canción inicial, presentaba una letra ofensiva para muchas personas. De acuerdo con The Guardian, un crítico también expresó su preocupación de que un gran número de fanáticos de Scorpions llegasen a opacar la exposición el día de la presentación.
Bradley Bambarger, en un análisis para la revista Billboard, consideró que a diferencia de lo que pensaban las personas ligadas a la música clásica, los crossovers no tenían por qué ser vulgares. A su vez, estimó que las quejas no carecían de mérito, porque siendo una de las más grandes, la filarmónica no tenía la necesidad económica de comprometerse con este tipo de proyectos, pero si lo quería hacer, sugirió que debía haberse reunido con una banda de rock progresivo. Caroline Fetscher, del periódico berlinés Der Tagespiegel, comentó que si la orquesta hubiese incursionado más en el mundo de la música popular, no habría cooperado con Scorpions: «Es cosa de dinosaurios. Quienquiera que haya creado esto simplemente no lo pensó lo suficiente».
En contraparte, los concertistas, que tienen la libertad de cooperar por su cuenta con otras personas, estaban conformes con la colaboración. De hecho, Paul Hümpel, líder de la sección de viento metal, le replicó a Abbado diciendo: «No hemos tenido tanto entusiasmo desde los días de Karajan», en alusión al fallecido director de orquesta Herbert von Karajan. Scorpions, por su parte, mencionó que asumieron la colaboración como un desafío y, mientras trabajaban en él, hubo un respeto mutuo. Además, afirmó que no querían que fuesen dos bandas locales que se reunían para tocar música, sino ir más allá para encontrar un «denominador en común entre nosotros, para que luego la orquesta dijera que nos divertimos tocando con ustedes».

### Críticas a la producción discográfica
El musicólogo Michael Custodis explicó que en muchas reseñas de la época, e incluso contemporáneas a la publicación de su libro en 2009, apuntaron equivocadamente a que Moment of Glory era la respuesta alemana a S&M de Metallica, porque este último había sido publicado meses antes. Esto se debió a que el desarrollo del proyecto —iniciado en 1995— aconteció de una forma reservada y solo se hizo público cuando confirmaron la participación en la EXPO 2000, a mediados de 1999. En general, Moment of Glory recibió reseñas mixtas por parte de la prensa especializada. Bradley Bambarger de Billboard comparó el trabajo de Kolonovits con el de Michael Kamen realizado en S&M de Metallica, afirmando que la labor del austríaco era al «menos técnicamente superior». Además nombró a «Moment of Glory» una canción «sentimental cursi» y a la versión de «Here in My Heart» como la «peor pieza musical» que la filarmónica ha tocado en toda su historia. En resumen, Bambarger señaló que «la mejor cosa sobre Moment of Glory es su portada». R.S. Murthi, del periódico The New Straits Time, mencionó que era «medianamente agradable» con «arreglos sinfónicos en toda su regla», pero, a pesar de los arreglos y la actuación de la filarmónica, «la mayoría de las melodías no logran ser elevadas al nivel de un arte perdurable». Además, comentó que si bien el canto de Klaus Meine es perfecto, sigue presentando problemas con la pronunciación del idioma inglés. Detlef Dengler, para la edición alemana de Metal Hammer, lo llamó «fantástico», mientras que el escritor británico Colin Larkin, autor de la Encyclopedia of Popular Music, lo denominó una «ambiciosa colaboración en vivo».
John Jesitus, de la revista estadounidense Westworld, afirmó que la idea funcionaba en el papel, mas no en la práctica, porque los arreglos no beneficiaban a las canciones, salvo en «Still Loving You» y «Crossfire». Caroline Fetscher, del periódico Der Tagespiegel, describió a la canción «Moment of Glory» como «triunfal y políticamente regresivo». El diario mexicano El Universal, lo calificó de «un trabajo de calidad irreprochable consecuencia del "matrimonio" de dos leyendas alemanas» y destacó el «estupendo arreglo» de «Hurricane 2000» y la «intervención excelsa» de la filarmónica en «Send Me an Angel». Parke Puterbaugh, para MTV, indicó que era un disco «terriblemente bien grabado e intermitentemente entretenido». En su análisis, resaltó el «control de calidad» de la filarmónica; «la colisión de los danzantes instrumentos de viento madera, la corredora sección de cuerdas y los eléctricos power chords» en «Deadly Sting Suite» que «suena como una fusión orquestal de rock forjada en un reactor nuclear». Su única crítica negativa fue que «su música era demasiada educada», particularmente en las power ballads, ya que hubiese preferido que fuese «más pompa histriónica de rock orquestal», siguiendo el camino de «Deadly Sting Suite». Steve Huey, del sitio web AllMusic, lo calificó con dos estrellas y media de cinco y señaló: «La instrumentación de rock se mezcla mejor en las baladas, pero algunos de los roqueros de tempo rápido también pueden ser bastante emocionantes, aunque un poco grandilocuentes». Aunque para algunos les podría molestar que Meine comparta el canto, Huey comentó que es una variación de su característico sonido que a «los leales probablemente disfrutarán bastante». El crítico canadiense Martin Popoff señaló que era un disco típico de esta clase de colaboraciones, pero era mejor que la mayoría porque «(...) probablemente nadie las haya ejecutado con más gusto, aplomo, capacidad intelectual y claridad sonora».
Taylor Carlson de ZROCKR Magazine, en su reseña al blu-ray, nombró a algunas versiones «sorprendentemente efectivas», pero informó a sus lectores que era un video para los fanáticos acérrimos de la banda, porque el espectáculo era íntimo y menos salvaje de lo habitual para una agrupación de rock. Aunque consideró que el show no era aburrido y valía la pena la colaboración, el punto negativo se lo llevó la calidad del video, ya que para ser un blu ray era «absolutamente atroz». Jeffrey Kauffman, para el sitio Blu-ray, también reprobó la calidad de la imagen de ese formato que se debió a la transferencia desde el DVD. Sobre el espectáculo, destacó la fidelidad, el dinamismo y, sobre todo, el trabajo de la guitarra, ya que «está especialmente bien representado, claro y cortante sin sonar ni un poco estridente». Perry Seibert de AllMusic, en la reseña al DVD, le otorgó tres estrellas y media de cinco y concluyó que era «un gran disco para cualquier persona interesada en la banda, pero hay poco aquí para el consumidor promedio de DVD».
Matt Mills, para la edición británica de Metal Hammer, lo posicionó en su lista de los 10 mejores álbumes de metal orquestal y lo nombró una «colaboración transcendental», porque tenía demasiado sentido de que la banda se uniera a «una orquesta completa para sonar lo más grande e imponente posible». Chris Krovatin de Kerrang!, también situó a Moment of Glory en el recuento similar de las 10 veces que artistas de rock y metal colaboraron con músicos clásicos. En su respectiva recensión, Krovatin destacó la «interesante» cooperación y citó al álbum como impredecible «y, como tal, es una experiencia de aprendizaje para escucharlo incluso en su forma más confusa». Al igual que su portada, que presenta un dinosaurio con joyas formales de ópera, el álbum es «tan impresionante como extraño y desagradable».

### Comercial
Durante su desarrollo, el sentido comercial había pasado a un segundo plano, ya que no era preocupación para Scorpions según la revista alemana Sound Check. Como hubo pedidos anticipados para el disco compacto, en Alemania debutó el 3 de julio de 2000 en el tercer lugar en la lista Media Control Charts y estuvo tres semanas en esa posición. Con un total de diecisiete semanas, su última aparición ocurrió el 23 de octubre de 2000 en la casilla 96. En el mismo año, la Bundesverband Musikindustrie (BVMI) lo certificó de disco de oro, luego de superar las 150 000 copias vendidas en ese país. En Portugal, para la semana del 23 de septiembre de 2000 logró la cima en el AFP Charts, posición que repitió el 7 de octubre. En 2003, nuevamente ingresó en ese recuento, en la casilla 28. Para cuando reingresó, la Associação Fonográfica Portuguesa (AFP) ya le había entregado un disco de platino en representación a 40 000 copias comercializadas. Por su parte, también consiguió el noveno lugar en el Top 20 de Dinamarca y el cuadragésimo octavo en el Schweizer Hitparade de Suiza. En Grecia se situó en el tercer lugar en la lista nacional y en una conferencia de prensa en 2004, la IFPI Grecia les entregó un disco de oro por superar las 15 000 unidades en esa nación.
En Francia, el 8 de julio de 2000 debutó en la casilla 70 en el French Albums Chart y solo estuvo por una semana. Hasta 2018, la empresa francesa Infodisc estimó sus ventas en ese país en 5500 copias, sin tener en cuenta streaming. Ese mismo día, entró en el European Top 100 Albums de la revista paneuropea Music & Media, en el puesto 14. Para el 22 de julio, alcanzó como máxima posición el puesto 11, gracias a sus ventas en Alemania, Francia, Grecia, Portugal y Suiza. Fuera de Europa, Moment of Glory consiguió una tibia recepción comercial. En Japón, se situó en la posición 100 en la lista desarrollada por Oricon. En Corea del Sur, terminó el año en el puesto 40 en el recuento local, con una venta de 51 206 unidades. Hasta 2009, se estimó que las ventas mundiales del disco compacto de Moment of Glory bordeaban el millón de copias.

## Lista de canciones
| Versión disco compacto |                                                         |                                        |          |  |
| N.º                    | Título                                                  | Escritor(es)                           | Duración |  |
| 1.                     | «Hurricane 2000»                                        | Schenker, Meine, Herman Rarebell       | 6:05     |  |
| 2.                     | «Moment of Glory»                                       | Meine                                  | 5:10     |  |
| 3.                     | «Send Me an Angel»                                      | Schenker, Meine                        | 6:20     |  |
| 4.                     | «Wind of Change»                                        | Meine                                  | 7:37     |  |
| 5.                     | «Crossfire» (Prólogo: «Noches de Moscú» - Instrumental) | Vasili Soloviov-Sedoi, Schenker, Meine | 6:50     |  |
| 6.                     | «Deadly Sting Suite» (Instrumental)                     | Schenker, Meine, Rarebell              | 7:27     |  |
| 7.                     | «Here in My Heart»                                      | Diane Warren                           | 4:21     |  |
| 8.                     | «Still Loving You»                                      | Schenker, Meine                        | 7:30     |  |
| 9.                     | «Big City Nights»                                       | Schenker, Meine                        | 4:40     |  |
| 10.                    | «Lady Starlight»                                        | Schenker, Meine                        | 5:33     |  |

| Pista adicional en ciertas ediciones |                                   |                           |          |  |
| N.º                                  | Título                            | Escritor(es)              | Duración |  |
| 11.                                  | «Hurricane 2000» (edición radial) | Schenker, Meine, Rarebell | 4:41     |  |

| Versión audiovisual |                                                                                            |                                           |          |  |
| N.º                 | Título                                                                                     | Escritor(es)                              | Duración |  |
| 1.                  | «Hurricane 2000»                                                                           | Schenker, Meine, Rarebell                 | 6:34     |  |
| 2.                  | «Moment of Glory»                                                                          | Meine                                     | 8:00     |  |
| 3.                  | «You and I»                                                                                | Meine                                     | 6:01     |  |
| 4.                  | «We Don't Own the World»                                                                   | Schenker, Meine                           | 9:54     |  |
| 5.                  | «Here In My Heart»                                                                         | Diane Warren                              | 5:44     |  |
| 6.                  | «We'll Burn the Sky»                                                                       | Schenker, Monika Dannemann                | 6:47     |  |
| 7.                  | «Big City Nights»                                                                          | Schenker, Meine                           | 5:21     |  |
| 8.                  | «Deadly Sting Suite» («Noches de Moscú»/«Crossfire»/«He's a Woman She's a Man»/«Dynamite») | Soloviov-Sedoi, Schenker, Meine, Rarebell | 15:49    |  |
| 9.                  | «Wind Of Change»                                                                           | Meine                                     | 9:41     |  |
| 10.                 | «Still Loving You»                                                                         | Schenker, Meine                           | 8:50     |  |
| 11.                 | «Moment of Glory» (Encore)                                                                 | Meine                                     | 7:16     |  |

## Posicionamiento en listas musicales
| País/Continente | Lista (2000)            | Posición |
| --------------- | ----------------------- | -------- |
| Alemania        | Media Control Charts    | 3        |
| Dinamarca       | Denmark Top 20          | 9        |
| Europa          | European Top 100 Albums | 11       |
| Francia         | French Albums Chart     | 70       |
| Grecia          | IFPI Grecia             | 3        |
| Japón           | Japan Albums Chart      | 100      |
| Portugal        | AFP Charts              | 1        |
| Suiza           | Schweizer Hitparade     | 48       |
| País            | Lista (2003)            | Posición |
| Portugal        | AFP Charts              | 28       |

| País/Continente | Lista (2000)            | Posición |
| --------------- | ----------------------- | -------- |
| Alemania        | Media Control Charts    | 63       |
| Corea del Sur   | Gaon Chart              | 40       |
| Europa          | European Top 100 Albums | 97       |

| País     | Lista (2020) | Posición |
| -------- | ------------ | -------- |
| Portugal | AFP Charts   | 199      |

## Certificaciones

### Disco compacto
| País     | Organismo certificador | Certificación | Ventas certificadas | Ref.     |
| -------- | ---------------------- | ------------- | ------------------- | -------- |
| Alemania | BVMI                   | Oro           | 150 000             | [ 64 ]   |
| Grecia   | IFPI Grecia            | Oro           | 15 000              | [ 72 ]   |
| Portugal | AFP                    | Platino       | 40 000              | [ 68 ]   |
| Sumario  |                        |               |                     |          |
| Mundo    | —                      | —             | 1 000 000 aprox.    | [ n. 8 ] |

### DVD
| País   | Organismo certificador | Certificación | Ventas certificadas | Ref.   |
| ------ | ---------------------- | ------------- | ------------------- | ------ |
| Canadá | CRIA                   | Oro           | 5000                | [ 83 ] |

## Créditos

### Disco compacto
| Músicos principales - Klaus Meine: voz - Rudolf Schenker: guitarra rítmica y líder, y guitarra acústica - Matthias Jabs: guitarra líder y rítmica, guitarra acústica de seis y doce cuerdas - Orquesta Filarmónica de Berlín Músicos invitados - James Kottak: batería - Ken Taylor: bajo - Lyn Liechty: voz en «Here in My Heart» - Ray Wilson: voz en «Big City Nights» - Zucchero: voz en «Send Me an Angel» - Guenther Becker: sitar en «Lady Starlight» - Gumpoldtskirchener Spatzen: coro de niños en «Moment of Glory» - Vince Pirillo, Kai Petersen y Michael Perfler: coros en «Moment of Glory» - Susie Webb, Zoë Nicholas, Rita Campbell y Melanie Marshall: coros adicionales - Stefan Schrupp: programación de batería y computador | Producción - Scorpions y Christian Kolonovits: producción - Christian Kolonovits: arreglos y composición - Jörg Steifand, Martin Boehm, Rory Kushnen, Gert Jacobs y Mirko Bezzi: ingeniería de sonido - Kurt Richter, Christopher Frank, Michael Tuschek, Thomas Wollner: asistencia de ingeniería - Ronald Prent: mezcla |

### Versión audiovisual
| Músicos - Klaus Meine: voz - Rudolf Schenker: guitarra rítmica y líder - Matthias Jabs: guitarra líder y rítmica - Ralph Rieckermann: bajo - James Kottak: batería - Christian Kolonovits: director de orquesta - Orquesta Filarmónica de Berlín | - Jorg Hitzemann: producción - Pit Weyrich: dirección |

Fuente: Folletos de notas de Moment of Glory y Moment of Glory Live